# Malunmutuk
Der Malunmutuk ist ein Berg in der osttimoresischen Gemeinde Bobonaro. Er liegt im Norden des Sucos Cowa (Verwaltungsamt Balibo), im Nordwesten der Aldeia Mane Hat und hat eine Höhe von 457 m. Südlich verläuft die Hauptstraße des Sucos, an der sich die Dörfer Mane Hat und Fatukbelak befinden.